# 홍콩의 지리

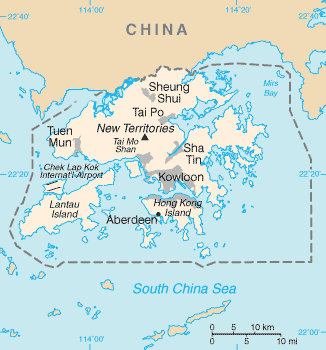

중화인민공화국의 특별자치구인 홍콩은 지질학적으로 3개의 영토로 구분된다: 가우룽, 홍콩섬, 신제.
홍콩섬은 화강암 도서로 최고봉인 빅토리아피크(Victoria Peak)는 표고 551m이다. 가오룽(九龍) 반도는 화강암의 풍화토양이 기반을 덮고 있는 구릉으로, 최고의 타이모산은 표고 957m이다.기후는 아열대성이지만 하계와 동계의 기온차가 비교적 크고, 춘계는 강우량이 많으며 스콜이 자주 내리는 하계에는 태풍의 내습도 있다.
홍콩의 총 면적은 1,108 km2이며 그 중 3.16%는 물로 구성된다. 60개의 섬들이 홍콩 주변을 아우르고 있으며 그 중 가장 큰 것은 란터우섬이다.
홍콩은 마카오로부터 동쪽으로 60킬로미터 떨어져 있다. 홍콩과 마카오는 강주아오 대교를 통해 연결되어 있다.

## 같이 보기
- 홍콩의 행정 구역
- 홍콩의 지역 목록